# 李国衡住宅
李国衡住宅，原位于安徽省合肥市庐阳区淮河路李鸿章故居东侧，是李鸿章侄孙李国衡的家宅。1985年列为第一批合肥市文物保护单位。1996年配合淮河路二期工程改造，批复拆移复建。目前构件存于李鸿章享堂内。